# Hedröksvamp
Hedröksvamp (Lycoperdon ericaeum) är en svampart som beskrevs av Bonord. 1857. Enligt Catalogue of Life ingår Hedröksvamp i släktet Lycoperdon,  och familjen Agaricaceae, men enligt Dyntaxa är tillhörigheten istället släktet Lycoperdon,  och familjen röksvampar. Arten är reproducerande i Sverige. Inga underarter finns listade i Catalogue of Life.
I den svenska databasen Dyntaxa används istället namnet Lycoperdon muscorum för samma taxon.  Arten är reproducerande i Sverige.